# Мессер, Томас (куратор)
То́мас Мари́я Ме́ссер (англ. Thomas Maria Messer; 9 февраля 1920, Братислава, Чехословакия — 15 мая 2013) — американский музейный работник, куратор, историк искусства. Директор Музея Соломона Гуггенхайма (1961—1988). Вице-президент Общества Малевича (The Malevich Society).

## Биография
Томас Мессер родился 9 февраля 1920 года в Братиславе (Чехословакия).
В течение 27 лет в 1961—1988 годах возглавлял Музей Соломона Гуггенхайма в Нью-Йорке. Организовал в 1973 году первую в США ретроспективную выставку Казимира Малевича (около 50 картин из коллекции Стеделийк-музея в Амстердаме, Музея современного искусства в Нью-Йорке (MoMA) и частных собраний). Под руководством Мессера Музей Гуггенхайма осуществил пять значительных выставок Василия Кандинского. В 1981—1982 годах музей провёл сенсационную выставку «Авангард в России» (из коллекции Георгия Костаки), фактически открывшую западу русский авангард.
Вице-президент Общества Малевича (The Malevich Society).
Умер 15 мая 2013 года.